# جوایز موسیقی آی‌هارت‌رادیو ۲۰۱۸
جوایز موسیقی رادیو آی‌هارت ۲۰۱۸ در ۱۱ مارس ۲۰۱۸ در د فروم در اینگلوود، کالیفرنیا برگزار شد. لیست نامزدها در تاریخ ۱۰ ژانویه ۲۰۱۸ اعلام شد. دی‌جی خالد و هایلی بالدوین میزبان این مراسم بودند. تی‌بی‌اس، TNT و truTV مراسم را در ایالات متحده پخش کردند، در حالی که فرش قرمز به صورت زنده از صفحات شبکه‌های اجتماعی این شبکه پخش می‌شد. این پخش تلویزیونی به دنبال نمایش انتخاب NCAA 2018 در TBS پخش شد. تیلور سوئیفت برای اولین بار موزیک ویدیوی تک آهنگ «ظریف» خود را در این نمایشگاه ارائه داد.